# Vice Chief of Naval Operations

Flagge des VCNO

Der Vice Chief of Naval Operations (VCNO; dt. etwa: stellvertretender Kommandeur der Marineoperationen) ist der zweithöchste Offizier der US Navy. Er ist der erste Berater und Stellvertreter des Chief of Naval Operations (CNO).
Zudem kann er als amtierender CNO arbeiten, wenn der eigentliche CNO unpässlich ist. Zudem übernimmt er Aufgaben, die ihm der CNO überträgt.
Die Dienststellung des VCNO setzt den Dienstgrad eines Admirals und die Zustimmung des US-Senats voraus.
Die Dienststellung des VCNO wurde 1915 als Assistant for Operations eingerichtet und 1922 in Assistant Chief of Naval Operations umbenannt. Von 1942 an lautete der Titel Vice Chief of Naval Operations.
Da die Dienstgrade Vice Admiral und Admiral in den US-Streitkräften nur temporär vergeben werden, muss der Offizier einen angemessenen Posten bekleiden. Tut er dies nicht, muss er innerhalb von 60 Tagen in den Ruhestand gehen oder degradiert werden. Wenn die Regierung einen Offizier für eine Position vorgesehen hat, die noch nicht frei ist, muss sie ihn auf einem angemessenen Posten „parken“. Admirale die für eine spätere Verwendung „geparkt“ werden müssen, werden oft als Vizegeneralstabschef ihrer Teilstreitkraft oder als Kommandierender General des US Southern Command eingesetzt.

## Liste der Amtsinhaber
| Nr. | Name                    | Bild | Beginn der Berufung | Ende der Berufung | Spätere Dienstposten |
| --- | ----------------------- | ---- | ------------------- | ----------------- | --- |
| 43  | James W. Kilby          |      | 5. Januar 2024      |                   | Übernimmt seit dem 21. Februar 2025 nach der Entlassung von Lisa Franchetti zusätzlich die Aufgaben als Chief of Naval Operations              |
| 42  | Lisa Franchetti         |      | 2. September 2022   | 3. November 2023  | Chief of Naval Operations |
| 41  | William K. Lescher      |      | 29. Mai 2020        | 2. September 2022 | |
| 40  | Robert P. Burke         |      | 10. Juni 2019       | 28. Mai 2020      | Kommandeur US Naval Forces Europe, Kommandeur Allied Joint Force Command Naples                                                                |
| 39  | William F. Moran        |      | 31. Mai 2016        | 9. Juni 2019      | |
| 38  | Michelle J. Howard      |      | 1. Juli 2014        | 31. Mai 2016      | Kommandeurin US Naval Forces Europe, Kommandeurin Allied Joint Force Command Naples                                                            |
| 37  | Mark E. Ferguson        |      | 22. August 2011     | 30. Juni 2014     | |
| 36  | Jonathan W. Greenert    |      | 13. August 2009     | 22. August 2011   | Chief of Naval Operations |
| 35  | Patrick M. Walsh        |      | April 2007          | August 2009       | Kommandeur US Pacific Fleet |
| 34  | Robert F. Willard       |      | 18. März 2005       | April 2007        | Kommandeur US Pacific Fleet |
| 33  | John B. Nathman         |      | August 2004         | Februar 2005      | Kommandeur US Fleet Forces Command |
| 32  | Michael G. Mullen       |      | August 2003         | August 2004       | Kommandeur US Naval Forces Europe/ Allied Joint Force Command Naples (NATO); Chief of Naval Operations; Vorsitzender der Joint Chiefs of Staff |
| 31  | William J. Fallon       |      | Oktober 2000        | August 2003       | Kommandeur US Fleet Forces Command; US Pacific Command; US Central Command                                                                     |
| 30  | Donald L. Pilling       |      | Oktober 1997        | Oktober 2000      | |
| 29  | Harold W. Gehman, Jr.   |      | September 1996      | September 1997    | Kommandeur US Atlantic Command/Supreme Allied Commander Atlantic (NATO)                                                                        |
| 28  | Jay L. Johnson          |      | April 1996          | August 1996       | Chief of Naval Operations |
| 27  | Joseph W. Prueher       |      | April 1995          | 1996              | Kommandeur US Pacific Command; US-Botschafter in China                                                                                         |
| 26  | Stanley R. Arthur       |      | 6. Juli 1992        | 1995              | |
| 25  | Jerome L. Johnson       |      | Mai 1990            | Juli 1992         | |
| 24  | Leon A. Edney           |      | August 1988         | Mai 1990          | Kommandeur US Atlantic Command/Supreme Allied Commander Atlantic (NATO)                                                                        |
| 23  | Huntington Hardisty     |      | 1987                | 1988              | |
| 22  | James B. Busey IV.      |      | September 1985      | 1987              | Kommandeur US Naval Forces Europe/Allied Forces Southern Europe (NATO)                                                                         |
| 21  | Ronald J. Hays          |      | 1983                | 1985              | Kommandeur US Pacific Command |
| 20  | William N. Small        |      | 1981                | 1983              | |
| 19  | James D. Watkins        |      | April 1979          | 1981              | Kommandeur US Pacific Fleet; Chief of Naval Operations; US-Energieminister                                                                     |
| 18  | Robert L. J. Long       |      | Juli 1977           | April 1979        | Kommandeur US Pacific Command |
| 17  | Harold E. Shear         |      | 1975                | 1977              | |
| 16  | Worth H. Bagley         |      | Juni 1974           | Juli 1975         | |
| 15  | James L. Holloway III.  |      | September 1973      | 1974              | Chief of Naval Operations |
| 14  | Maurice F. Weisner      |      | 1972                | 1973              | Kommandeur US Pacific Fleet; US Pacific Command                                                                                                |
| 13  | Ralph Wynne Cousins     |      | 1970                | 1972              | Kommandeur US Atlantic Command/ Supreme Allied Commander Atlantic                                                                              |
| 12  | Bernard A. Clarey       |      | Januar 1968         | Dezember 1970     | Kommandeur US Pacific Fleet |
| 11  | Horacio Rivero, Jr.     |      | Juli 1964           | Januar 1968       | Kommandeur Allied Forces Southern Europe (NATO); US-Botschafter in Spanien                                                                     |
| 10  | Claude V. Ricketts      |      | 1961                | 6. Juli 1964      | |
| 9   | James S. Russell        |      | 21. Juli 1958       | 1961              | |
| 8   | Harry D. Felt           |      | 1956                | 1958              | Kommandeur US Pacific Command |
| 7   | Donald B. Duncan        |      | 1951                | 1956              | |
| 6   | Lynde D. McCormick      |      | 1950                | 1951              | Supreme Allied Commander Atlantic |
| 5   | John D. Price           |      | 1949                | 1950              | |
| 4   | Arthur W. Radford       |      | Januar 1948         | Mai 1949          | Kommandeur US Pacific Fleet/US Pacific Command; Vorsitzender der Joint Chiefs of Staff                                                         |
| 3   | DeWitt C. Ramsey        |      | 15. Januar 1946     | 3. Januar 1948    | Kommandeur US Pacific Fleet/US Pacific Command; Commissioner Treuhandgebiet Pazifische Inseln                                                  |
| 2   | Richard S. Edwards, Jr. |      | 1945                | 1946              | |
| 1   | Frederick J. Horne      |      | 26. März 1942       | 2. September 1945 | |